# 穆罕默德·沙拿
穆罕默德·萨拉赫·哈米德·马赫鲁斯·加利（阿拉伯語：مُحَمَّد صَلَاح حَامِد مَحْرُوس غَالِي，埃及阿拉伯語發音：[mæˈħæm.mæd sˤɑˈlɑːħ ˈɣæːli]；1992年6月15日—)，埃及職業足球員，現時效力於英格兰足球超级联赛球會利物浦，他同時是埃及國家足球隊成員，司職翼鋒及前鋒。被視為当代足壇最佳翼鋒之一，也是有史以来最伟大的非洲球员及足壇最佳的翼鋒之一，以其精准的射门、出色的盘球技术和速度著称。
早年萨拉赫已代表埃及國家隊參戰2011年世青盃及2012年奧運。他隨巴素利贏得瑞士足球超级联赛冠軍，並獲得2012年非洲金童獎。2013年獲得瑞士超金球獎，代表他是該季瑞士超最佳球員。隔年冬季轉會窗，英超球會車路士在利物浦足球俱乐部爭奪下簽得沙拿，但卻未能確保他的上陣機會，遂於次年冬季轉會窗將他外借予意大利甲組足球聯賽費倫天拿，後再於2015/16季外借至羅馬。他在意甲表現出色，分別為球隊取得多個入球。2016年開季前，羅馬正式簽下沙拿。他為羅馬效力的兩年間，出賽65場攻入29球。
2017/18年球季，沙拿以3,690萬英鎊轉會至當初爭奪他的利物浦，他也是利物浦隊史上第一位埃及籍球員。該季他繼續表現出色，成為英超神射手，並拿下英格蘭FWA足球先生及英格蘭PFA足球先生雙料榮譽，同年協助球隊獲得歐洲冠軍聯賽亞軍。2019年，沙拿隨利物浦獲得英超亞軍，在歐冠決賽更為球隊主射十二碼先開紀錄並最終取勝，獲得其個人首個欧冠冠軍。2022年10月，在利物浦對陣格拉斯哥流浪者的歐洲冠軍聯賽比賽中替補出場，在6分12秒內僅僅觸球9次便連進三球完成帽子戲法，成為歐冠歷史上觸球次數最少完成帽子戲法的球員和最短時間完成帽子戲法的球員。
萨拉赫因其卓越成就被视为埃及的民族骄傲，并于2019年被《时代》杂志评为全球最具影响力的100人之一。他还因提升了利物浦在埃及的知名度而广受赞誉。在埃及人心中，萨拉赫被昵称作“第四金字塔”。而在整个阿拉伯世界，他常被誉为“阿拉伯人的骄傲”。

## 俱乐部生涯

### 阿拉伯承建商
2006年，14岁的他被一名球探发现后加入了阿拉伯建工足球俱乐部，这名球探原本是来观看另一个孩子比赛的，但被萨拉赫分散了注意力。萨拉赫不得不经常旷课，走3个小时的路程去训练。当萨拉赫15岁的时候，当时的球队经理穆罕默德·拉德万注意到了他，并立即将他调到了成年集训队中。由于年龄太小，萨拉赫的肌肉还没有完全成形，他必须接受特殊的饮食和训练计划。
沙拿在阿拉伯承建商的青年軍出身。2010年5月3日上演處子秀，於客場1：1戰平曼蘇拉（阿拉伯语：نادي المنصورة الرياضي）的埃及足球甲级联赛賽事後備出場。

### 巴塞爾
2012年3月，瑞士足球超级联赛球隊巴塞爾足球俱樂部在埃及甲停賽期間，邀請沙拿在陣的埃及U-23到瑞士進行友誼賽。僅出賽下半場的沙拿個人包辦兩個入球，協助球隊以4-3勝出。賽後巴素利邀請沙拿留下隨隊訓練一周。4月，巴素利正式簽下沙拿，合約為期4年。起初由於語言不通，加上身為球迷寵兒谢尔丹·沙奇里的替補（二人後來在利物浦並肩作戰），沙拿難以融入球隊。他在8月8日對戰挪威足球超级联赛球隊莫迪的歐聯外圍賽中首次正式上陣，於74分鐘以後備身份入替。四天後，在對陣圖恩的賽事首次聯賽正選登場。一周後射入加盟後首個入球，協助巴素利以2-0擊敗洛桑。
次年4月，沙拿在4-1擊敗熱刺的半準決賽（兩回合4-4打和，互射十二碼勝出）中射入首個歐霸盃入球。在隨後的準決賽中雖然攻入一球，但兩回合計球隊以2-5見負另一支英超球隊車路士，無緣決賽。雖然失意歐洲，但沙拿仍取得當季聯賽冠軍和瑞士盃亞軍。
萨拉赫最后一次代表巴塞尔参加的正式比赛是2013年12月与的较量。他共为巴塞尔出场79次，打进20球。

### 切尔西
2014年1月23日，切尔西宣布與巴素利達成轉會協議，轉會費用為1,100萬英鎊，成為藍軍史上第一位埃及籍球員。2月8日，沙拿以後備身份首次亮相英超，最終球隊以3：0戰勝紐卡素。3月22日首次為車路士建功，協助球隊大勝阿仙奴6-0。
沙拿在隨後的2014/15賽季上陣機會寥寥可數，僅亮相三場聯賽、兩場歐冠和三場盃賽賽事，期間入球欠奉。2014年10月28日，他和隊友在對陣英乙球隊的聯賽盃第四圈賽事表現受到領隊批評。在之後的冬季轉會期最後一日，車路士將他外借至費倫天拿。

### 佛罗伦萨
萨拉赫效力佛罗伦萨半年时间里出场26次，贡献9粒进球和4次助攻。

### 羅馬
2015年8月6日，羅馬以500萬歐元從車路士租借沙拿，合約附有1500萬歐元永久轉會條款。8月22日，沙拿上演處子秀，最終球隊以1：1戰平維羅納。2016年8月3日，羅馬啟動永久轉會條款。

### 利物浦

#### 2017/18賽季
2017年6月22日，沙拿以3,690萬英鎊轉會至利物浦。沙拿獲分配法明奴此前穿著的11號球衣，後者在新球季轉披9號球衣。
2018年5月13日，沙拿在英超以32個入球成為英超17/18賽季的神射手，并超越基斯坦奴·朗拿度、阿兰·希勒以及路爾斯·艾拔圖·蘇亞雷斯三人共同把持的单赛季31球进球纪录，成为历史上英超单赛季进球最多的球员。同年他代表埃及出战2018年世界杯，在小組賽對陣俄羅斯與沙特阿拉伯的比賽，獲得2顆進球。。

#### 2018/19賽季
2018年7月2日，利物浦宣布與沙拿續約5年。領隊尤尔根·克洛普表示，這個消息對利物浦在足球世界中的地位有著重要意義，因為沙拿已經向球隊做出了進一步的承諾。
2018年8月12日，沙拿在4比0戰勝韋斯咸的賽事中攻入個人以及利物浦本賽季第一個進球。8月20日，在2-0戰勝水晶宮的比賽中，沙拿參與了利物浦的兩個進球：在兩次脛骨被踢之後贏得第一個十二碼，並助攻予萨迪奥·马内。2018年8月25日，沙拿在利物浦1比0戰勝白禮頓的比賽中打進了唯一的入球。
沙拿當季入選歐洲最佳球員三人入圍名單，排名第三，並入圍歐洲足協最佳前鋒的三人名單。又名列國際足總最佳男子球員第三名。沙拿因為對愛華頓的入球而獲得了2018年國際足聯普斯卡斯獎，但卻引發爭議和在線抗議活動。2018年10月24日，沙拿在欧洲冠军联赛小組賽中對陣紅星貝爾格萊德隊中打入兩球，其中第二個入球也是他在球隊的第50個入球。沙拿出賽65場便攻入50球，令他成為利物浦歷史上最快攻入50球的球員。
2018年12月8日，沙拿在客場4比0擊敗般尼茅夫的比賽中上演帽子戲法，使到利物浦高居聯賽榜首。2018年12月11日，他在最後一場欧联分組賽中打入致勝一球，帶領球隊以1比0擊敗拿玻里，令利物浦得以晉級16強。
2019年4月5日，在3比1戰勝修咸頓的比賽中，他為利物浦打進了他第50個英超聯賽進球，打破了西班牙球員費蘭度·托利斯的記錄，成為球隊最快達到此里程碑的球員，當時是他第69次為利物浦聯賽出場。這也讓他成為英超時代效力單一俱樂部的第三快攻入50球的球員（前兩名分別是布力般流浪的席勒（66場）和曼聯的（68場））。那個月晚些時候，他在2-0擊敗車路士的比賽中打進了第二個進球，幫助利物浦贏得了今季於英超聯賽中的第26場胜利。這是自1979年創下30埸頂級聯賽的胜利之後，球會有史以來第二高的單賽季最多的頂級聯賽勝利場數。4月26日，他第100次為利物浦出場，在5-0擊敗哈德斯菲爾德的比賽中打入兩球。沙拿全季於英超攻入22球，與隊友萨迪奥·马内及阿仙奴的奧巴美揚並列英超神射手，也是他連續兩季獲得此殊榮。
2019年6月1日，他在歐冠決賽2比0戰勝熱刺的比賽中，攻入了利物浦的首個入球，協助球隊舉起自2005年以來首座歐冠冠軍寶座。

#### 2019/20賽季
2019年12月，薩拉赫在2019年金球獎的投票中排名第五，並在當月晚些時候參加了他在英超的第100場比賽，在與伯恩茅斯的比賽標誌性的踢進一球，協助利物浦3-0擊敗伯恩茅斯，成為有史以來英超進球數第五高的非洲射手。
他在該季協助利物浦奪得隊史上首座英超冠軍，也是時隔30年再奪英格蘭頂級聯賽冠軍。

#### 2020/21賽季
2020年10月17日，沙拿在球隊以2比2戰平艾佛頓的比賽中達成在利物浦所有比賽中的第100個進球。

#### 2021/22賽季
沙拿在聯賽首戰中攻入一球，協助球隊3-0擊敗諾域治，也讓他成為英超首位連續五季都在聯賽首戰中入球的球員。2021年9月12日，沙拿在作客3-0擊敗利兹联的賽事中攻入他個人在英超的第100個進球。9月25日，沙拿在對上布伦特福德3-3平手的比賽攻入他為利物浦貢獻的第100個英超聯賽進球。10月24日，薩拉赫在對上曼聯5-0勝利的比賽大演帽子戲法。他成為英超歷史上進球最多的非洲球員（超過的104球）、利物浦隊史首位連續10場進球的球員，以及首位連續三場在老特拉福德球場進球的利物浦球員。他也成為自2003年罗纳尔多（歐聯半準決賽次回合）以來，第一位作客老特拉福德上演帽子戲法的敵方球員，更是英超賽史上的首位。全季聯賽他共攻入23球，與孫興慜並列射手榜首位，也是沙拿第三次奪得英超金靴奬。
2022年7月1日，利物浦与萨拉赫续约三年，据《泰晤士报》报道，萨拉赫的週薪将达到35万英镑，创下利物浦队史新高。

#### 2022/23賽季
沙拿在聯賽首戰客場對陣富咸中攻入一球，雖球隊只能取得2-2平手；但沙拿仍延續上賽季的紀錄，成為英超史上首位連續六季都在聯賽首戰中入球的球員。
2022年10月的欧冠小组赛第四轮，沙拿於第68分钟上场，並於第75分钟、80分钟和81分钟3次对方球门，上演了帽子戏法，这也是欧冠历史上最快的帽子戏法。另外萨拉赫9次触球便上演帽子戲法，也是歐冠歷史上单场触球最少便上演帽子戲法的球员。
2023年3月5日，沙拿在对阵曼联的7-0大胜中打进两球，并以129球成为利物浦在英超联赛中的历史最佳射手，超越了科拿的128球。沙拿也成为第一个连续五次对阵曼联进球的利物浦球员。

#### 2024/25賽季
本季為薩拉赫的合約年，加上利物浦新主帥謹慎的戰術體系，讓薩拉赫再度大爆發，光是英超戰線就繳出29個進球18次助攻的火爆數據。
在經過一整個賽季的談判，利物浦與薩拉赫達成續約共識：儘管俱樂部官方沒有宣布續約的長度與金額，不過斯洛特在記者會上宣布是續約2年，而根據英國媒體報導，薩拉赫的週薪約40萬英鎊。

## 国家队生涯
2017年10月9日，埃及队凭借着萨拉赫的梅开二度2-1击败刚果，提前一轮晋级2018年世界杯决赛圈阶段的比赛。这也是埃及队自1990年之后再一次进入世界杯正赛。
2018年6月4日，入选埃及国家队参加2018年俄罗斯世界杯的23人大名单。

## 生涯數據

### 俱樂部
最後更新：2022年7月21日
| 俱樂部          | 賽季     | 聯賽     | 聯賽 | 聯賽 | 足协杯 | 足协杯 | 联赛杯 | 联赛杯 | 欧洲赛事 | 欧洲赛事 | 其他 | 其他 | 總計 | 總計 |
| 俱樂部          | 賽季     | 層級     | 出賽 | 進球 | 出賽   | 進球   | 出賽   | 進球   | 出賽     | 進球     | 出賽 | 進球 | 出賽 | 進球 |
| --------------- | -------- | -------- | ---- | ---- | ------ | ------ | ------ | ------ | -------- | -------- | ---- | ---- | ---- | ---- |
| 阿拉伯建筑      | 2009–10  | 埃甲     | 3    | 0    | 2      | 0      | —      | —      | —        | —        | —    | —    | 5    | 0    |
| 阿拉伯建筑      | 2010–11  | 埃甲     | 20   | 4    | 4      | 1      | —      | —      | —        | —        | —    | —    | 24   | 5    |
| 阿拉伯建筑      | 2011–12  | 埃甲     | 15   | 7    | —      | —      | —      | —      | —        | —        | —    | —    | 15   | 7    |
| 總計            | 總計     | 總計     | 38   | 11   | 6      | 1      | —      | —      | —        | —        | —    | —    | 44   | 12   |
| 巴塞尔          | 2012–13  | 瑞超     | 29   | 5    | 5      | 3      | —      | —      | 16       | 2        | —    | —    | 50   | 10   |
| 巴塞尔          | 2013–14  | 瑞超     | 18   | 4    | 1      | 1      | —      | —      | 10       | 5        | —    | —    | 29   | 10   |
| 總計            | 總計     | 總計     | 47   | 9    | 6      | 4      | —      | —      | 26       | 7        | —    | —    | 79   | 20   |
| 切尔西          | 2013–14  | 英超     | 10   | 2    | 1      | 0      | —      | —      | —        | —        | —    | —    | 11   | 2    |
| 切尔西          | 2014–15  | 英超     | 3    | 0    | 1      | 0      | 2      | 0      | 2        | 0        | —    | —    | 8    | 0    |
| 總計            | 總計     | 總計     | 13   | 2    | 2      | 0      | 2      | 0      | 2        | 0        | —    | —    | 19   | 2    |
| 佛罗伦萨 (租借) | 2014–15  | 意甲     | 16   | 6    | 2      | 2      | —      | —      | 8        | 1        | —    | —    | 26   | 9    |
| 罗马 (租借)     | 2015–16  | 意甲     | 34   | 14   | 1      | 0      | —      | —      | 7        | 1        | —    | —    | 42   | 15   |
| 罗马            | 2016–17  | 意甲     | 31   | 15   | 2      | 2      | —      | —      | 8        | 2        | —    | —    | 41   | 19   |
| 總計            | 總計     | 總計     | 65   | 29   | 3      | 2      | —      | —      | 15       | 3        | —    | —    | 83   | 34   |
| 利物浦          | 2017–18  | 英超     | 36   | 32   | 1      | 1      | 0      | 0      | 15       | 11       | —    | —    | 52   | 44   |
| 利物浦          | 2018–19  | 英超     | 38   | 22   | 1      | 0      | 1      | 0      | 12       | 5        | —    | —    | 52   | 27   |
| 利物浦          | 2019–20  | 英超     | 34   | 19   | 2      | 0      | 0      | 0      | 8        | 4        | 4    | 0    | 48   | 23   |
| 利物浦          | 2020–21  | 英超     | 37   | 22   | 2      | 3      | 1      | 0      | 10       | 6        | 1    | 0    | 51   | 31   |
| 利物浦          | 2021–22  | 英超     | 35   | 23   | 2      | 0      | 1      | 0      | 13       | 8        | —    | —    | 51   | 31   |
| 總計            | 總計     | 總計     | 180  | 118  | 8      | 4      | 3      | 0      | 58       | 34       | 5    | 0    | 254  | 156  |
| 生涯總計        | 生涯總計 | 生涯總計 | 359  | 175  | 27     | 13     | 5      | 0      | 109      | 45       | 5    | 0    | 505  | 233  |

1. ↑  包括 埃及盃, 瑞士杯, 意大利杯, 足总杯
2. 1 2 3 4 5 6 7 8  在歐洲冠軍聯賽出賽
3. ↑  在歐足總歐洲聯賽出賽
4. ↑  英格蘭社區盾1次出賽, 歐洲超級盃1次出賽,國際足總俱樂部世界盃2次出賽
5. ↑  在英格兰社区盾出赛

### 國家隊
最後更新：2022年11月18日
| 國家隊         | 年分 | 出賽 | 進球 |
| -------------- | ---- | ---- | ---- |
| 埃及国家足球队 | 2011 | 2    | 1    |
| 埃及国家足球队 | 2012 | 15   | 7    |
| 埃及国家足球队 | 2013 | 10   | 9    |
| 埃及国家足球队 | 2014 | 9    | 5    |
| 埃及国家足球队 | 2015 | 4    | 2    |
| 埃及国家足球队 | 2016 | 6    | 5    |
| 埃及国家足球队 | 2017 | 11   | 5    |
| 埃及国家足球队 | 2018 | 6    | 7    |
| 埃及国家足球队 | 2019 | 5    | 2    |
| 埃及国家足球队 | 2020 | 0    | 0    |
| 埃及国家足球队 | 2021 | 7    | 2    |
| 埃及国家足球队 | 2022 | 12   | 4    |
| 總計           | 總計 | 87   | 49   |

## 風格特色
沙拿是一名快速、勤奮和戰術性高的球員，他的速度、運球技巧、初次觸球和控球能力上佳，有能力利用速度和個人能力擺脫對手，為自己或隊友創造得分機會。他是一名多功能的前鋒，主要位置是右翼，這個位置可以讓他切入中路利用他強壯的左腳射門，或者與其他球員進行快速轉換。他也可以擔任在前鋒身後的進攻中場或影子前鋒。
沙拿轉會到車路士時，時任領隊穆里尼奥稱讚他「年輕、敏捷、具創造力、充滿熱情。在球場上表現謙遜，隨時都為球隊付出。」穆里尼奥指沙拿像加雷斯·贝尔和阿尔扬·罗本這些曾跟他共事的「天才球員」一樣，有「相似的特質」。

## 軼事

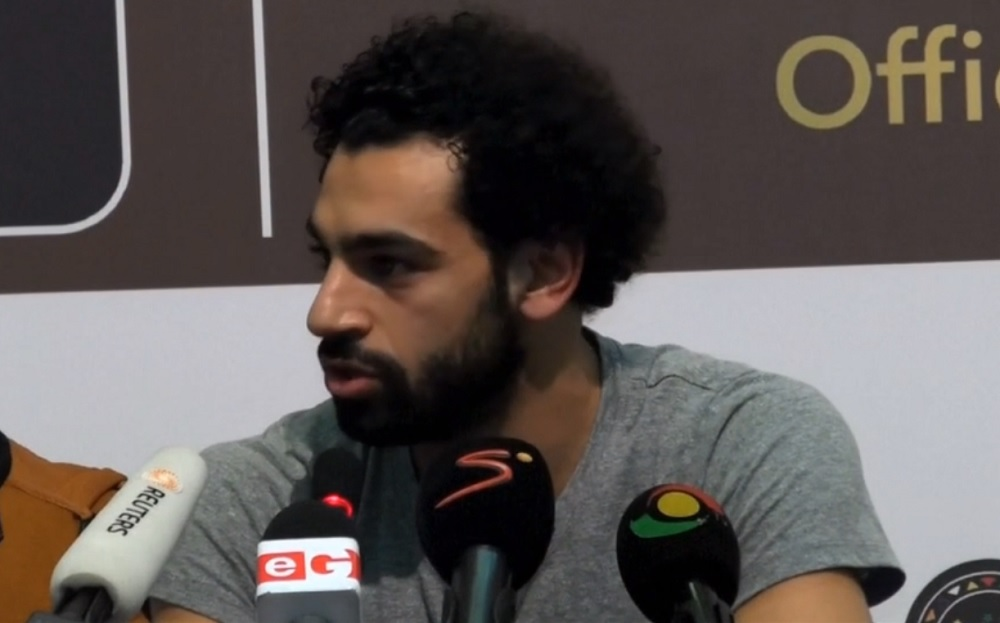
萨拉赫于2017年非洲足协奖的新闻发布会

萨拉赫和妻子玛吉于 2013 年结婚。他们的女儿马卡（Makka）出生于 2014 年，名字取自伊斯兰圣城麦加。他的另一个女儿卡扬（Kayan）出生于 2020 年。萨拉赫是穆斯林，进球后会以“苏朱德”庆祝。关于庆祝，萨拉赫告诉CNN："这就像祈祷或感谢真主赐予我的一切，但你知道，这只是祈祷，祈祷胜利。我从小到大都是这样做的，任何地方都是如此。"
萨拉赫喜欢在他的PlayStation上踢球，并开玩笑地承认“电子游戏中的萨拉赫比真实的萨拉赫更强大”。 萨拉赫还透露，他最喜欢的食物是库莎丽，这是一种起源自埃及工人阶级的菜肴，通常由大米、通心粉和扁豆制成，并配上各种配料，包括辣番茄、鹰嘴豆和洋葱。
傳媒及球迷給他「埃及梅西」，「法老王」的綽號，利物浦球迷也為他作歌「埃及之王」（Egytian King），甚至創作了諸如「如果你覺得他夠好，那我也覺得他夠好；如果他再多入幾球，那我也成為穆斯林」（If he's good enough for you, he's good enough for me, if he scores another few, then I'll be Muslim too.）這樣的打氣口號。
2018年埃及总统选举中，据信有超过百万选民投票给了萨拉赫，甚至比最終当选总统阿卜杜勒-法塔赫·塞西的竞争对手—穆薩·穆斯塔法·穆薩的得票还要多。不过由于萨拉赫并未報名参加本次选举，因此只能计为无效票。

## 荣誉

### 球會
巴塞爾
- 瑞士足球超級聯賽冠軍： 2012–13、2013–14

 利物浦
- 英格蘭超級足球聯賽冠军：2019–20[50]、2024–25
- 英格蘭足球聯賽盃冠軍：2021–22、2023–24
- 英格蘭足總盃冠軍：2021–22[51]
- 英格兰社区盾冠军：2022[52]
- 歐洲聯賽冠軍盃冠軍：2018–19
- 歐洲超級盃冠军：2019
- 世界冠軍球會盃冠军：2019[53]

### 國家隊
埃及
- 非洲國家盃亞軍：2017、2021

### 個人
- 非洲足球先生：2017、2018
- BBC非洲足球先生（英语：BBC African Footballer of the Year）：2017、2018
- 英格蘭PFA足球先生：2017/18、2021/22
- PFA年度最佳陣容：2017/18、2020/21、2021/22
- 英格蘭FWA足球先生：2017/18、2021/22
- 英格蘭超級足球聯賽賽季最佳球員：2017/18、2024/25
- 英超金靴獎：2017/18、2018/19、2021/22、2024/25
- 英格蘭超級足球聯賽球季最佳入球：2021/22
- 英超助攻王獎：2021/22、2024/25
- 車臣共和國榮譽公民：2018
- PFA球迷票選最佳球員（英语：PFA Fans' Player of the Year）：2017/18、2020/21
- FIFA俱樂部世界盃獎金球獎（英语：FIFA Club World Cup awards #Golden Ball）：2019
- 英國足球支持者協會年度最佳球員（英语：Football Supporters' Association）：2018、2021

## 外部連結
- Soccerway資料庫：穆罕默德·沙拿